# Mái ấm gia đình 4
Ái·Hồi gia chi Khai tâm tốc đệ (tên tiếng Hoa: 愛·回家之開心速遞, tên tiếng Anh: Lo And Behold) là một bộ phim hài kịch tình huống hiện đại được sản xuất bởi đài truyền hình TVB Hong Kong, phần thứ 4 của series phim Mái ấm gia đình. Các diễn viên chính bao gồm Lưu Đan, Lữ Tuệ Nghi, Đơn Lập Văn,Tô Vận Tư, Thang Doanh Doanh, Đằng Lệ Danh, Châu Gia Lạc, Ngô Vĩ Hào, La Lạc Lâm, Trương Cảnh Thuần, Lâm Thục Mẫn, Viên Văn Kiệt, Mã Quán Đông, Hứa Gia Kiệt, Âu Thoại Vĩ, Trịnh Thế Hào và Lý Vĩ Kiện. Giám chế La Chấn Nhạc (tập 1 - 109) và Lâm Kiến Tường (từ tập 71).
Số tập của phim này ban đầu định là 180 tập, sau được sự hoan nghênh của khán giả mà nhiều lần tăng thêm số tập, ngày 14 tháng 4 năm 2020 tuyên bố tăng thêm đến 1000 tập. Đây là bộ phim hài kịch tình huống thứ 2 (chỉ đề danh 1 tập phim) nhận được giải thưởng tại lễ trao giải thường niên TVB (phim đầu tiên là Thất vọng). Phá vỡ số phận bộ phim hài không đoạt giải thưởng.
Diễn viên Lâm Thục Mẫn của bộ phim này danh dự đoạt giải Nữ phụ xuất sắc nhất với vai diễn Đại tiểu thư Long Lực Liên trong Lễ trao giải thưởng thường niên TVB 2018.
Diễn viên Châu Gia Lạc của bộ phim này danh dự đoạt giải Nam phụ xuất sắc nhất với vai diễn Kim Thành An trong Lễ trao giải thưởng thường niên TVB 2019. Cũng vì vậy bộ phim này trở thành tập phim đoạt giải ở Lễ trao giải thưởng thường niên TVB hai lần hiện tại.
Ngày 2/3/2020 tập 803 của phim có ratings cao nhất từ khi chiếu tới nay là 32.7 điểm. Ngày 29/3/2020 tập 830 đc 30.7 điểm, lần đầu vượt 30 điểm khi chiếu Chủ nhật. Ngày 5/4/2020 tập 837 đc 31.4 điểm, trở thành số điểm cao nhất vào cuối tuần của phim.
Ngày 24/10/2019 tuyên bố từ năm 2020 mỗi ngày đều chiếu. Phim này là 1 trong 14 bộ trong triển lãm phim năm 2020 của TVB.

## Diễn viên và vai diễn
Xem thêm tại: Danh sách nhân vật Ái·Hồi gia chi Khai tâm tốc đệ

## Danh sách tập phim và series câu chuyện
Xem thêm tại: Danh sách tập phim và series câu chuyện

## Thời gian phát sóng

### Đài Phỉ Thúy TVB
Thời gian sau đây dựa theo giờ địa phương (giờ Hong Kong)
Phim truyền hình này sẽ được phát trên Đài Phỉ Thúy từ thứ Hai đến thứ Sáu, vào ngày 20/02/2017 đến ngày 27/12/2019 lúc 20:20 - 20:30, từ ngày 30/12/2019 phát sóng hàng ngày trên Đài Phỉ Thúy lúc 20:00 - 20:30, trừ những ngày sau:
- Ngày 14/03/2017 tạm dừng (phát sóng trực tiếp 《Tranh luận bầu cử trưởng ban hành chính năm 2017》)
- Ngày 30/06/2017 chiếu lúc 21:25 - 21:55 (phát sóng trực tiếp 《Hội vãn văn nghệ kỷ niệm 20 năm Hong Kong quay về tổ quốc》)
- Ngày 16/02/2018 tạm dừng (phát sóng trực tiếp 《Đêm hội biểu diễn Quốc tế đón năm mới của Cathay Pacific 2018》)
- Ngày 01/10/2018 tạm dừng (phát sóng trực tiếp 《Ngày quốc khánh pháo hoa rực rỡ》)
- Ngày 05/02/2019 tạm dừng (phát sóng trực tiếp 《Đêm hội biểu diễn quốc tế đón năm mới của Cathay Pacific 2019》)
- Ngày 06/02/2019 tạm dừng (phát sóng trực tiếp 《Màn bắn pháo hoa mừng tết âm lịch》
- Ngày 25/01/2020 tạm dừng (phát sóng trực tiếp 《Bảo lương ái tâm khánh tân xuân》)

### Ra mắt ở nước ngoài
Thời gian sau đây dựa theo giờ địa phương
| Kênh                                                             | Quốc gia  | Ngày phát sóng | Thời gian phát sóng                        |
| ---------------------------------------------------------------- | --------- | -------------- | ------------------------------------------ |
| Đài Hoa Lệ Astro Đài Hoa Lệ Astro HD Đài Phỉ Thúy (bản Malaysia) | Malaysia  | 20/02/2017     | Thứ 2 đến thứ 6 hàng tuần 20:00 - 20:30    |
| TVBJ                                                             | Singapore | 21/02/2017     | Thứ 2 đến thứ 6 hàng tuần 20:00 - 20:30    |
| HUB VV Drama                                                     | Singapore | 24/11/2017     | Thứ 2 đến thứ 6 hàng tuần 22:00 - 22:30    |
| SCTV9                                                            | Việt Nam  | 07/06/2018     | Thứ 2 đến Chủ nhật hàng ngày 17:00 - 18:00 |

## Đặc sắc của bộ phim
Nội dung câu chuyện xoay quanh cuộc sống hằng ngày của "nhà họ Hùng", kể lại những phiền muộn trong cuộc sống của mỗi người, mỗi người đều có những phiền não khác nhau, nhưng vì trong nhà thường xuyên xuất hiện một hồn ma, có khi giúp đỡ giải quyết những vấn đề, thành công tô điểm chủ đề "kỳ bí", càng vì từ đó mà thấy được những bất đồng của mỗi thành viên trong nhà họ Hùng dẫn đến tranh cãi, gây ra không ít hiểu lầm, nhưng sau đó có thể hòa thuận như ban đầu.
Kịch bản càng sâu hơn, nội dung ngoài cuộc sống của nhà họ Hùng, cũng theo công việc của mỗi người trong nhà họ Hùng nên xuất hiện "Vận chuyển Tốc Hùng", "Bách hóa Uy Long", "Gia tộc Long thị", "Tầm Bảo Đồ", "Đại học đảo Hong Kong", "Trung tâm thương mại mới Uy Long", "Trung tâm dạy học Thiên Tài Liên Minh", "Công ty điện ảnh Triều Vỹ", "Tiểu học Đạo Đức", "Hảo Ba bar",... Tổ chức và nhân vật, bên cạnh đó cũng phát triển thêm các cảnh về quan hệ các nhân vật, tuyến tình cảm.

## Nhạc chủ đề của phim
| Ngày sử dụng            | Tập phim sử dụng  | Bài hát/ Âm nhạc            | Viết nhạc                      | Viết lời       | Ca sĩ | Diễn viên xuất hiện đầu phim |
| ----------------------- | ----------------- | --------------------------- | ------------------------------ | -------------- | --- | --- |
| 20/02 - 29/12/2017      | Tập 1 - Tập 224   | Latin Soul Strut            | D Glover, G Crockett, G Glover | Không có       | Không có | - Trần Tuấn Đình - Tô Vận Tư - Thiệu Bội Thi* - Thang Doanh Doanh - Lữ Tuệ Nghi - Lưu Đan - Đơn Lập Văn - La Lạc Lâm - Trịnh Thế Hào - Mã Quán Đông‡ - Ngô Vĩ Hào - Châu Gia Lạc                                                                                          |
| 01/01/2018 - 16/04/2019 | Tập 225 - Tập 557 | 在心中/ Ở trong lòng        | Trương Gia Thành               | Trương Mỹ Hiền | Huỳnh Tâm Dĩnh | - Lưu Đan - Tô Vận Tư - Đơn Lập Văn - Đằng Lệ Danh - Mã Quán Đông‡ - Thang Doanh Doanh - Ngô Vĩ Hào - Châu Gia Lạc - Lữ Tuệ Nghi |
| 17/04 - 21/06/2019      | Tập 558 - Tập 605 | 在心中/ Ở trong lòng        | Trương Gia Thành               | Không có       | Không có | - Lưu Đan - Tô Vận Tư - Đơn Lập Văn - Đằng Lệ Danh - Mã Quán Đông‡ - Thang Doanh Doanh - Ngô Vĩ Hào - Châu Gia Lạc - Lữ Tuệ Nghi |
| 24/06/2019 - 15/8/2021  | Tập 606 - 1326    | 開心速遞/ Khai tâm tốc đệ   | Chu Tuấn Kiệt                  | Dương Hi       | - Châu Gia Lạc - Ngô Vĩ Hào - Đằng Lệ Danh - Thang Doanh Doanh - Lâm Thục Mẫn - Trịnh Thế Hào - Lữ Tuệ Nghi - Đơn Lập Văn - Trương Cảnh Thuần | - Lưu Đan - Đơn Lập Văn - Thang Doanh Doanh - Lữ Tuệ Nghi - Tô Vận Tư - Châu Gia Lạc - Ngô Vĩ Hào - Đằng Lệ Danh - La Lạc Lâm - Âu Thoại Vĩ - Lý Vĩ Kiện - Trịnh Thế Hào - Lâm Thục Mẫn - Hứa Gia Kiệt - Trương Cảnh Thuần - Viên Văn Kiệt                                |
| 16/8/2021               | Tập 1327          | 愛心灌溉/ Bù đắp yêu thương | Vi Cảnh Vân                    | Dương Hi       | Vương Hạo Nhi | - Lưu Đan - Đơn Lập Văn - Thang Doanh Doanh - Lữ Tuệ Nghi - Tô Vận Tư - Trần Tuấn Đình - Châu Gia Lạc - Ngô Vĩ Hào - Viên Văn Kiệt - Đằng Lệ Danh - La Lạc Lâm - Âu Thoại Vĩ - Lý Vĩ Kiện - Trịnh Thế Hào - Lâm Thục Mẫn - Hứa Gia Kiệt - Trương Cảnh Thuần - Cổ Bội Linh |

- （*）Đã rời khỏi bộ phim
- （‡）Tạm đóng phim khác

## Giải thưởng

### Lễ trao giải TVB
| Năm  | Hạng mục giải thưởng                                              | Đơn vị nhận giải                      | Kết quả   |
| ---- | ----------------------------------------------------------------- | ------------------------------------- | --------- |
| 2017 | Bộ phim được dân mạng toàn cầu yêu thích nhất                     | Ái Hồi gia chi Khai tâm tốc đệ        | Đề cử     |
| 2017 | Bộ phim tốt nhất                                                  | Ái Hồi gia chi Khai tâm tốc đệ        | Đề cử     |
| 2017 | Nữ nhân vật truyền hình được yêu thích nhất                       | Hùng Nhược Thủy (Lữ Tuệ Nghi đóng)    | Đề cử     |
| 2017 | Nam phụ xuất sắc nhất                                             | Mã Quán Đông                          | Đề cử     |
| 2017 | Nữ phụ xuất sắc nhất                                              | Lâm Thục Mẫn                          | Top 5     |
| 2017 | Nữ phụ xuất sắc nhất                                              | Đằng Lệ Danh                          | Đề cử     |
| 2018 | Bộ phim hay nhất                                                  | Ái Hồi gia chi Khai tâm tốc đệ        | Đề cử     |
| 2018 | Nữ nhân vật truyền hình được yêu thích nhất                       | Hùng Thượng Thiện (Đằng Lệ Danh đóng) | Đề cử     |
| 2018 | Nam phụ xuất sắc nhất                                             | Âu Thoại Vĩ                           | Đề cử     |
| 2018 | Nữ phụ xuất sắc nhất                                              | Đằng Lệ Danh                          | Đề cử     |
| 2018 | Nữ phụ xuất sắc nhất                                              | Lâm Thục Mẫn                          | Đoạt giải |
| 2018 | Đối tác truyền hình được yêu thích nhất                           | Âu Thoại Vĩ, Lý Vĩ Kiện               | Đề cử     |
| 2018 | Đối tác truyền hình được yêu thích nhất                           | Lâm Thục Mẫn, Hứa Gia Kiệt            | Đề cử     |
| 2018 | Nam chính TVB được yêu thích nhất (khu vực Malaysia và Singapore) | Lưu Đan                               | Đề cử     |
| 2018 | Nam chính TVB được yêu thích nhất (khu vực Malaysia và Singapore) | Đơn Lập Văn                           | Đề cử     |
| 2018 | Nữ chính TVB được yêu thích nhất (khu vực Malaysia và Singapore)  | Lâm Thục Mẫn                          | Đề cử     |
| 2018 | Nữ chính TVB được yêu thích nhất (khu vực Malaysia và Singapore)  | Đằng Lệ Danh                          | Đề cử     |
| 2018 | Nữ chính TVB được yêu thích nhất (khu vực Malaysia và Singapore)  | Lữ Tuệ Nghi                           | Đề cử     |
| 2019 | Bộ phim hay nhất                                                  | Ái Hồi gia chi Khai tâm tốc đệ        | Đề cử     |
| 2019 | Nam phụ xuất sắc nhất                                             | Châu Gia Lạc                          | Đoạt giải |
| 2019 | Nam phụ xuất sắc nhất                                             | Trương Cảnh Thuần                     | Top 5     |
| 2019 | Nam phụ xuất sắc nhất                                             | Ngô Vĩ Hào                            | Đề cử     |
| 2019 | Nữ phụ xuất sắc nhất                                              | Tô Vận Tư                             | Đề cử     |
| 2019 | Nam nhân vật truyền hình được yêu thích nhất                      | Kim Thành An (Châu Gia Lạc đóng)      | Đề cử     |
| 2019 | Nam nhân vật truyền hình được yêu thích nhất                      | Tống Thụy Huy (Hứa Gia Kiệt đóng)     | Đề cử     |
| 2019 | Nam nhân vật truyền hình được yêu thích nhất                      | Chu Lăng Lăng (Ngô Vĩ Hào đóng)       | Đề cử     |
| 2019 | Nữ nhân vật truyền hình được yêu thích nhất                       | Long Lực Liên (Lâm Thục Mẫn đóng)     | Top 5     |
| 2019 | Nữ nhân vật truyền hình được yêu thích nhất                       | Hùng Nhược Thủy (Lữ Tuệ Nghi đóng)    | Đề cử     |
| 2019 | Nữ nhân vật truyền hình được yêu thích nhất                       | Hùng Thượng Thiện (Đằng Lệ Danh đóng) | Đề cử     |
| 2019 | Đối tác truyền hình được yêu thích nhất                           | Âu Thoại Vĩ, Lý Vĩ Kiện               | Đề cử     |
| 2019 | Đối tác truyền hình được yêu thích nhất                           | Châu Gia Lạc, Ngô Vĩ Hào              | Đề cử     |
| 2019 | Đối tác truyền hình được yêu thích nhất                           | Hứa Gia Kiệt, Lâm Thục Mẫn            | Đề cử     |
| 2019 | Đối tác truyền hình được yêu thích nhất                           | Trương Cảnh Thuần, Lữ Tuệ Nghi        | Đề cử     |
| 2019 | Nam nghệ sĩ tiến bộ vượt bậc                                      | Châu Gia Lạc                          | Đề cử     |
| 2019 | Nữ nghệ sĩ tiến bộ vượt bậc                                       | Lâm Khải Ân                           | Đề cử     |
| 2019 | Bài hát truyền hình được yêu thích nhất                           | "Khai tâm tốc đệ"                     | Đề cử     |
| 2019 | Thành tựu trọn đời                                                | Lưu Đan                               | Đoạt giải |
| 2020 | Thành tựu trọn đời                                                | Ái Hồi gia chi Khai tâm tốc đệ        | Đề cử     |
| 2020 | Bộ phim hay nhất                                                  | Ái Hồi gia chi Khai tâm tốc đệ        | Đề cử     |
| 2020 | Phim truyền hình TVB được yêu thích nhất Malaysia                 | Ái Hồi gia chi Khai tâm tốc đệ        | Đề cử     |
| 2020 | Nam chính xuất sắc nhất                                           | Lưu Đan                               | Đề cử     |
| 2020 | Nam chính TVB được yêu thích nhất Malaysia                        | Lưu Đan                               | Đề cử     |
| 2020 | Nữ chính xuất sắc nhất                                            | Lâm Thục Mẫn                          | Top 5     |
| 2020 | Nữ chính xuất sắc nhất                                            | Lữ Tuệ Nghi                           | Đề cử     |
| 2020 | Nữ chính xuất sắc nhất                                            | Đằng Lệ Danh                          | Đề cử     |
| 2020 | Nữ nhân vật truyền hình được yêu thích nhất                       | Hùng Thượng Thiện (Đằng Lệ Danh đóng) | Đề cử     |
| 2020 | Nữ phụ xuất sắc nhất                                              | Tô Vận Tư                             | Đề cử     |
| 2020 | Nữ nghệ sĩ tiến bộ vượt bậc                                       | Tô Vận Tư                             | Đề cử     |
| 2020 | Nữ nghệ sĩ tiến bộ vượt bậc                                       | Lâm Khải Ân                           | Top 5     |
| 2020 | Nam nghệ sĩ tiến bộ vượt bậc                                      | Ngô Vĩ Hào                            | Đề cử     |
| 2020 | Bài hát truyền hình được yêu thích nhất                           | "Khai tâm tốc đệ"                     | Đề cử     |
| 2020 | Nữ chính TVB được yêu thích nhất                                  | Lâm Thục Mẫn                          | Đề cử     |
| 2020 | Nữ chính TVB được yêu thích nhất                                  | Lữ Tuệ Nghi                           | Đề cử     |
| 2020 | Nữ chính TVB được yêu thích nhất                                  | Đằng Lệ Danh                          | Đề cử     |